# Guerra degli Stedinger
La guerra degli Stedinger fu una crociata dell'arcivescovato di Brema contro la popolazione degli Stedinger e la loro repubblica.

## Storia

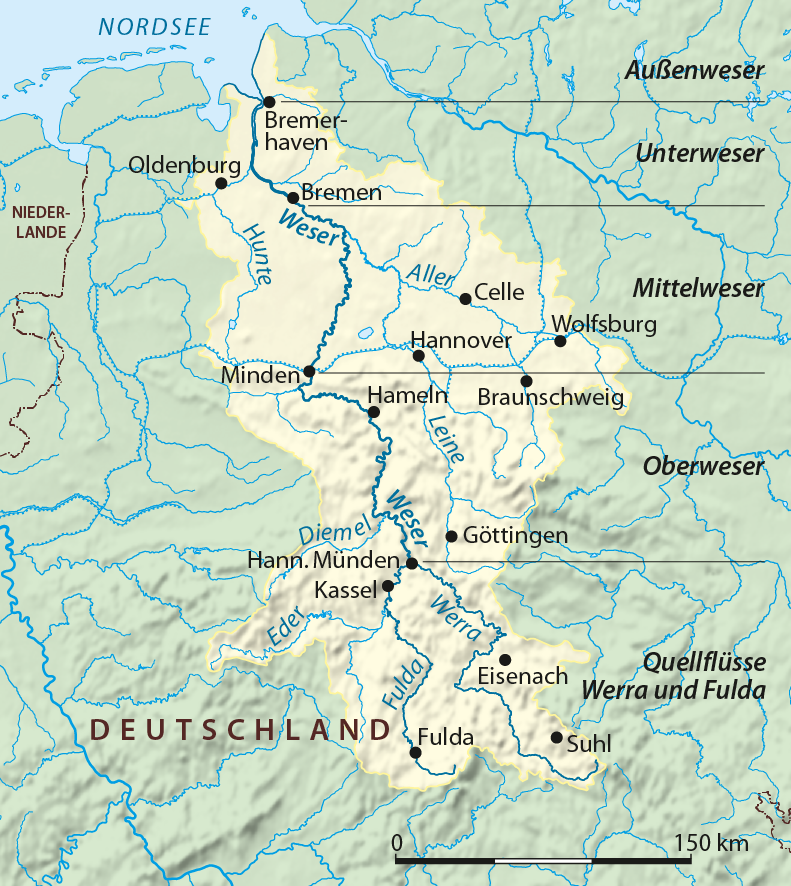
Il corso del Weser

Nel marzo del 1230 l'arcivescovo di Brema Gerardo II di Lippe convocò un sinodo a Brema, durante il quale gli Stedinger, una popolazione del Basso Weser (Unterweser), furono dichiarati eretici. Essi furono accusati di ribellione alla Chiesa, di aver incendiato conventi e chiese, di fare un uso improprio delle ostie così come di praticare le arti divinatorie e di evocare gli spiriti. Gerardo II cercò il sostegno di papa Gregorio IX e sollecitò la lotta contro di essi.
In effetti alla base della sua ira vi era però la ribellione degli Stedinger, che protestarono contro il pagamento dei tributi da loro pretesi nonostante avessero dovuto essere sollevati dal pagamento di imposte per la bonifica delle terre del Wesermarsch. Ai cittadini di Brema furono accordati generosamente diritti e facilitazioni in cambio della loro partecipazione alla guerra e l'esenzione da dazi. Ai commercianti furono offerte la libertà nel comportamento in guerra ed un terzo del bottino.
Con queste promesse fu assicurato non solo l'aiuto finanziario della città ma anche l'impiego di navi e l'approvvigionamento delle truppe. Un ulteriore stimolo provenne dal papa, che nel 1233 dichiarò che ad ogni partecipante alla campagna militare contro gli Stedinger sarebbero stati rimessi i peccati come era stato per la partecipazione alle crociate in Terrasanta. I vescovi della Germania settentrionale ed i domenicani furono sollecitati a sostenere la crociata.
Gli alleati, al comando di Enrico I di Brabante, misero in piedi un esercito forte di 40 000 uomini, mentre gli Stedinger riuscirono a mobilitare 11 000 combattenti al comando di Thammo von Huntorp, Detmar tom Dyk (tom Dieke) e di Bolko von Bardenfleth.
La guerra fu caratterizzata da brutali devastazioni e molti  Stedinger furono arsi sul rogo.

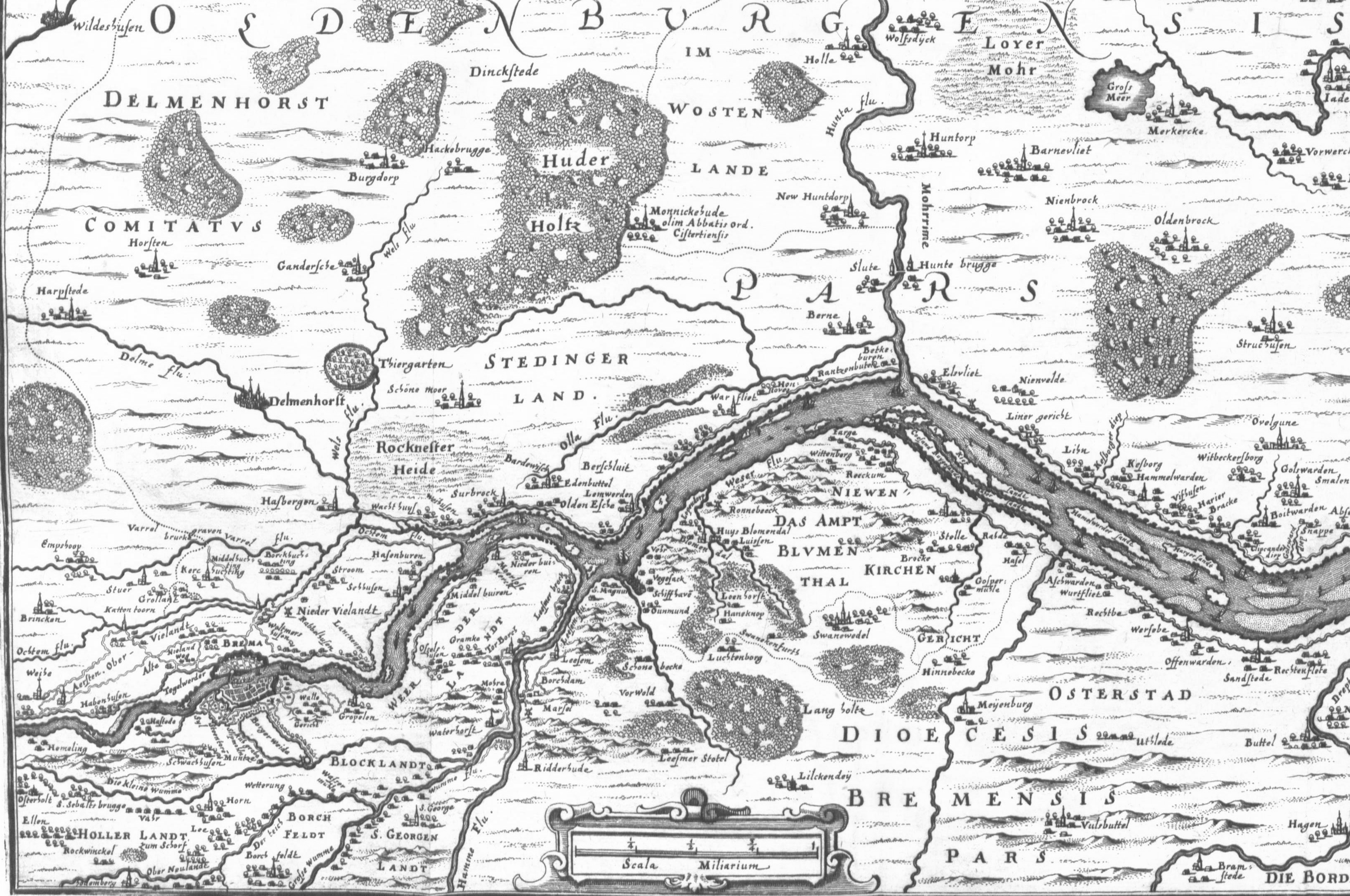
La zona degli Stedingen

I primi attacchi condotti da milizie assoldate furono respinti dagli Stedinger. Nel 1233 tuttavia la zona dell'Osterstade fu sottomessa e nel 1234 l'arcivescovo ed i nobili a lui alleati colsero la vittoria con la battaglia di Altenesch. Le terre conquistate sulla riva sinistra del Weser furono spartite fra i vincitori e la posizione politica di Brema fu eccezionalmente rafforzata dalla vittoria.